# The IVth Crusade
The IVth Crusade è il quarto album in studio del gruppo musicale death metal britannico Bolt Thrower, pubblicato nel 1992 dalla Earache Records.

## Curiosità
La copertina del disco è un'opera di Eugène Delacroix, mentre il titolo è un riferimento alla quarta crociata.

## Tracce
1. The IVth Crusade – 4:59
2. Icon – 4:40
3. Embers – 5:18
4. Where Next to Conquer – 3:50
5. As the World Burns – 5:28
6. This Time It's War – 5:51
7. Ritual – 4:39
8. Spearhead – 6:47
9. Celestial Sanctuary – 4:37
10. Dying Creed – 4:17
11. Through the Ages (Outro) – 3:45

## Formazione
- Karl Willetts - voce
- Gavin Ward - chitarre
- Barry Thompson - chitarre
- Andrew Whale - batteria
- Jo Bench - basso